# Olivier Vandecasteele
Olivier Vandecasteele (...) è un attivista e operatore umanitario belga.
Arrestato in Iran con l'accusa di spionaggio il 24 febbraio 2022 e condannato l'11 gennaio 2023 a 40 anni di carcere e 74 frustate, è stato liberato il 26 maggio 2023 dopo 455 giorni di prigionia.

## Biografia
Ha lavorato per diverse organizzazioni umanitarie internazionali sin dal 2006, tra cui Médecins du Monde, Norwegian Refugee Council (NRC) e Relief International, prestando il proprio impegno in India, Afghanistan e Mali. Nel 2015 è diventato direttore delle operazioni in Iran del Norwegian Refugee Council e nel 2020 ha assunto lo stesso ruolo in Iran per Relief International. Mentre ricorpiva l'incarico per Relief International ha distribuito aiuti umanitari durante la pandemia di COVID-19. Nel luglio 2021 ha cessato la collaborazione con Relief International.
Il 24 febbraio 2022 è stato arrestato in Iran messo in stato di detenzione.   Il 5 luglio 2022, il Ministro della Giustizia belga Vincent Van Quickenborne ha affermato che Vandecasteele era detenuto con accuse di "spionaggio" inventate dalle autorità iraniane.
Nel dicembre 2022, secondo quanto riferito dal governo belga, è stato condannato dalle autorità iraniane a 28 anni di carcere.
Secondo l'emittente britannica BBC, nel gennaio 2023 è stato ritenuto colpevole di spionaggio, riciclaggio di denaro e contrabbando di valuta e condannato alla pena detentiva di 40 anni di carcere e con l'aggiunta della pena corporale di 74 frustate. Le organizzazioni non governative Human Rights Activists News Agency (HRANA) e Nessuno tocchi Caino hanno precisato che è stato condannato a 12,5 anni per "spionaggio della Repubblica islamica dell'Iran per conto di servizi segreti stranieri", 12,5 anni per "collaborazione con gli Stati Uniti, in quanto paese ostile al regime iraniano", 12,5 anni per "riciclaggio di denaro di mezzo milione di dollari", e 2,5 anni per "contrabbando di mezzo milione di dollari" e che è stato anche condannato a una multa di un milione di dollari e 74 frustate.
Lui ha negato ogni accusa nei suoi confronti.
Le sue condizioni di detenzione in isolamento sono state qualificate come inumane. La ministra degli Esteri belga Hadja Lahbib ha reso noto che l'Iran non ha fornito alcuna informazione ufficiale sulle accuse o sul processo ed ha convocato l'ambasciatore iraniano per chiedere spiegazioni, precisando che il Belgio condanna la sua detenzione arbitraria.
Il governo iraniano ha reso noto di voler scambiare la sua prigionia con quella di Assadollah Assadi, un diplomatico incarcerato in Belgio. Lo scambio è avvenuto ufficialmente il 26 maggio 2023, ponendo fine alla detenzione di Vandecasteele.